# Сенькино (Медведевський район)
Се́нькино (рос. Сенькино, марій. Сенькан) — присілок у складі Медведевського району Марій Ел, Росія. Адміністративний центр Сенькинського сільського поселення.

## Населення
Населення — 693 особи (2010; 629 у 2002).
Національний склад (станом на 2002 рік):
- лучні марійці — 78 %